# Makarius Falter
Macarius Franz de Paula Falter (* 2. Januar 1762 in Taiskirchen; † 24. September 1843 in München) war ein Klavierlehrer und Musikverleger, der die Falterische Musikhandlung in München gründete.
Falter wirkte in München zunächst als Klavierlehrer. Ab 1788 war er auch Musikalienhändler. 1796 gründete er den Musikverlag Falter, den er ab 1813 zusammen mit seinem Sohn Joseph Falter führte. Der Verlag veröffentlichte unter anderem Werke von Carl Maria von Weber. 1827 übernahm Sebastian Pacher Falters Firma.